# Высшая духовная семинария сосновецкой епархии

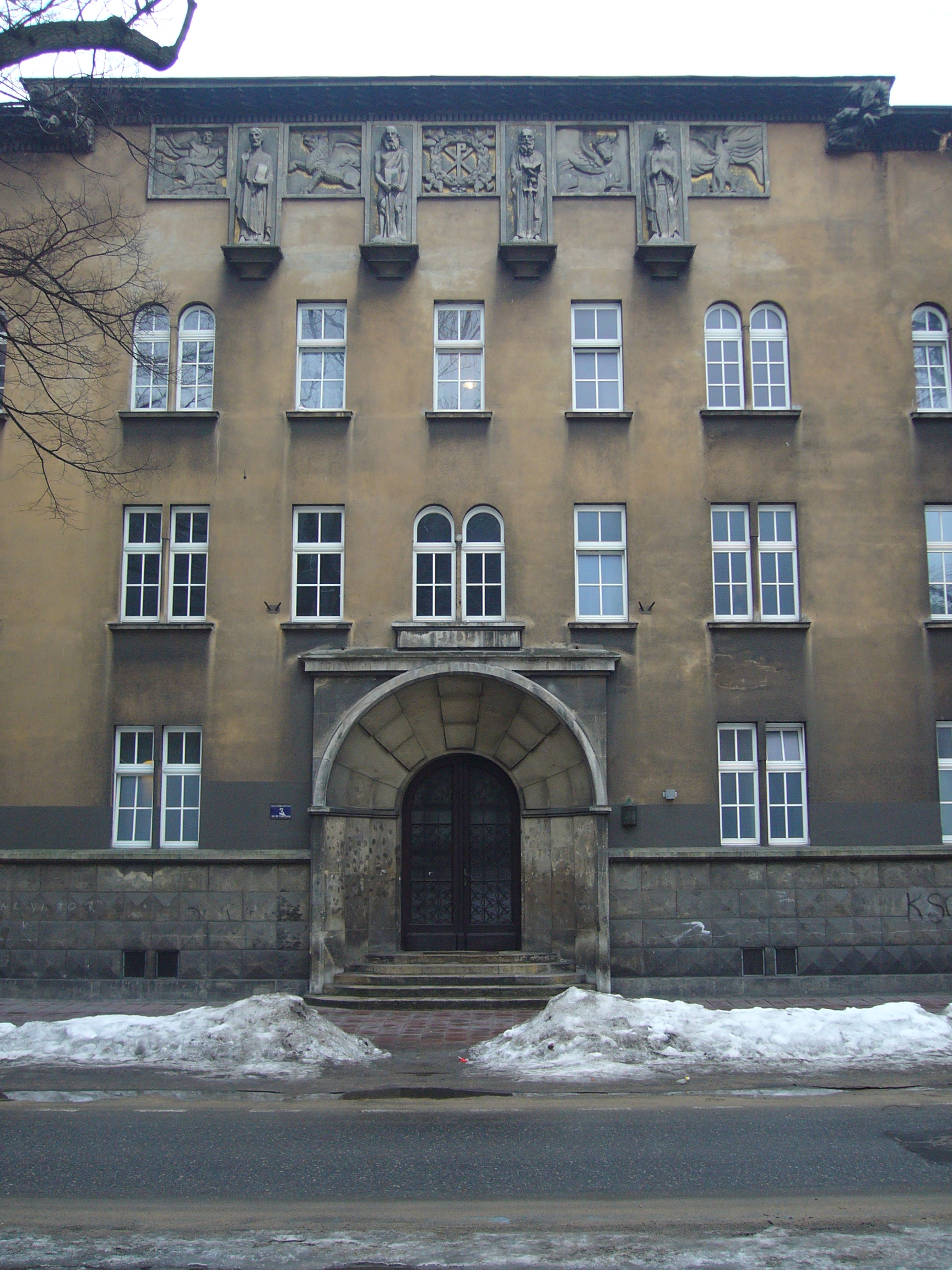
Здание в Кракове на улице Бернардинской, где до июня 2013 года располагалась сосновецкая семинария

Высшая духовная семинария сосновецкой епархии (пол. Wyższe Seminarium Duchowne Diecezji Sosnowieckiej) — государственное высшее учебное заведение, католическая духовная семинария, находящаяся в городе Ченстохова, Польша. Семинария готовит католических священников для Сосновецкой епархии. Учебное заведение находится в здании ченстоховской семинарии на улице святой Барбары.

## История
Семинария была создана первым епископом Сосновеца Адамом Смигельским. В этом здании до 1991 года располагалась ченстоховская семинария, которая в этом же году была переведена из Кракова в Ченстохову. Это здание было построено в 20-х годах XX столетия по инициативе ченстоховского епископа Теодора Кубины для семинаристов епархии Ченстоховы, которые в то время проживали в Кракове. 16 июля 1992 года первый архиепископ Ченстоховы Станислав Новак передал это здание в безвозмездное пользование епархии Сосновеца.
23 июня 2013 года семинария была переведена в Ченстохову и сегодня размещается в здании ченстоховской семинарии.

## Ректоры
- Тадеуш Борутка;
- Влодзимеж Скочный;
- Мариуш Тромба (2010—2012).